# 타우라시
타우라시(이탈리아어: Taurasi)는 이탈리아 캄파니아주 아벨리노도의 코무네다.